# Lan Cao
Lan Cao (sinh 1961) tên thật Cao Thị Phương Lan, con gái của cố đại tướng Cao Văn Viên, Tổng Tham mưu Trưởng Quân lực Việt Nam Cộng hòa. Bà hiện nay là giáo sư môn luật kinh tế quốc tế tại Chapman University. Bà cũng nổi tiếng qua các cuốn tiểu thuyết Monkey Bridge (Cầu khỉ) (1997) và "The Lotus and The Storm" (Hoa Sen và Bão Tố) (2014), viết về hậu quả của Cuộc chiến Việt Nam và cuộc đời của những người tị nạn sang Hoa Kỳ.

## Tiểu sử
Lan Cao sinh ra tại Việt Nam. Bà đến Mỹ lúc chiến tranh Việt Nam kết thúc, khi đó được 13 tuổi. Cao nhận bằng B.A. ngành khoa học chính trị tại trường Mount Holyoke College năm 1983 và bằng Tiến sĩ Luật (Juris Doctor) của trường đại học luật Yale.

## Liên kết khác
1. ↑  Hoa Sen và Bão tố, Mặc Lâm, RFA, 2014-08-30
2. ↑  Monkey Bridge (1998) - ISBN 0140263616
3. ↑  "Lan Cao to Speak of Bridging Two Cultures in Lyon Lecture". Bản gốc lưu trữ ngày 29 tháng 11 năm 2005. Truy cập ngày 15 tháng 1 năm 2011.